# Décès en décembre 2011
Décès
- 2007
- 2008
- 2009
- 2010
- 2011
- 2012
- 2013
- 2014
- 2015

Pour une information complémentaire, voir la page d'aide.

## Décembre 2011
| Date         | Nom                                 | Activités | Âge      | Source |
| ------------ | ----------------------------------- | --- | -------- | ------ |
| 1er décembre | Shingo Araki                        | Dessinateur japonais d'animation (dont Goldorak). | 72       |        |
| 1er décembre | Arthur Beetson                      | Joueur puis entraîneur de rugby à XIII, premier Aborigène australien capitaine de l'équipe nationale d'un sport. | 66       | (en)   |
| 1er décembre | Jocelyne Goyette                    | Comédienne et dramaturge québécoise. | 63       |        |
| 1er décembre | Charles Ingabire                    | Journaliste rwandais. | 32       |        |
| 1er décembre | François Lesage                     | Brodeur français pour Chanel, et surtout pour Yves Saint Laurent. | 82       |        |
| 1er décembre | Bill McKinney                       | Acteur américain. | 80       |        |
| 1er décembre | Alan Sues                           | Comédien américain. | 85       | (en)   |
| 1er décembre | Hippolyte Van den Bosch             | Footballeur puis entraîneur belge. | 85       |        |
| 1er décembre | Christa Wolf                        | Auteure allemande (critique littéraire, roman, essai). | 82       |        |
| 2 décembre   | Bruno Bianchi                       | Réalisateur, producteur et scénariste français d'animation (dont Inspecteur Gadget). | 56       |        |
| 2 décembre   | Lolesio (Laurent) Fuahea            | Évêque polynésien catholique émérite de Wallis-et-Futuna. | 84       | (en)   |
| 2 décembre   | Chiyono Hasegawa                    | Supercentenaire japonaise. | 115      |        |
| 2 décembre   | Henry Lafont                        | Colonel français, aviateur des Forces aériennes françaises libres, compagnon de la Libération. | 91       |        |
| 2 décembre   | Patrick Joseph Thomas Sheridan (en) | Évêque auxiliaire américain catholique émérite de New York. | 89       | (en)   |
| 2 décembre   | Howard Tate                         | Chanteur américain de soul. | 72       |        |
| 3 décembre   | Dev Anand                           | Acteur, réalisateur et producteur indien. | 88       |        |
| 3 décembre   | Louky Bersianik                     | Auteure québécoise (romancière, poète, essayiste). | 81       |        |
| 3 décembre   | Sam Loxton (en)                     | Joueur australien de cricket et de football, puis homme politique. | 90       | (en)   |
| 3 décembre   | Peter Zinsli                        | Joueur et compositeur de schwyzoise suisse. | 77       |        |
| 4 décembre   | Patricia C. Dunn                    | Femme d'affaires américaine, directrice générale de Hewlett-Packard (2005 - 2006). | 58       | (en)   |
| 4 décembre   | Matti Yrjänä Joensuu                | Auteur finlandais de romans policiers. | 63       | (fi)   |
| 4 décembre   | Sonia Pierre                        | Avocate dominicaine, d'origine haïtienne, défendant les Droits humains des citoyens haïtiens en République dominicaine.                                                                                             | 48       |        |
| 4 décembre   | Sócrates                            | Joueur brésilien de football. | 57       |        |
| 4 décembre   | Hubert Sumlin                       | Musicien américain de blues (voix, guitare). | 80       | (en)   |
| 5 décembre   | Michel Descombey                    | Maître de ballet et chorégraphe français. | 81       | (es)   |
| 5 décembre   | Tetsuzō Fuyushiba                   | Homme politique japonais. | 75       | (en)   |
| 5 décembre   | Peter Gethin                        | Pilote automobile britannique (vainqueur du Grand Prix d'Italie en F1, 1971). | 71       | (en)   |
| 5 décembre   | Jorge-Maria Hourton Poisson         | Évêque auxiliaire français catholique émérite de Temuco (Chili). | 85       | (en)   |
| 5 décembre   | Gennady Logofet                     | Footballeur et entraîneur russe. | 69       | (en)   |
| 5 décembre   | Georges Talbourdet                  | Coureur cycliste français. | 60       |        |
| 5 décembre   | Jos van der Vleuten                 | Coureur cycliste néerlandais. | 68       | (nl)   |
| 5 décembre   | Violetta Villas                     | Chanteuse, actrice et auteure-compositrice polonaise. | 73       | (pl)   |
| 6 décembre   | Robert Loubière                     | Footballeur français | 82       |        |
| 7 décembre   | Đơn Dương                           | Acteur vietnamien. | 54       | (en)   |
| 7 décembre   | Harry Morgan                        | Acteur américain (M*A*S*H). | 96       |        |
| 7 décembre   | Jerry Robinson                      | Bédéiste américain (Batman, Joker). | 89       |        |
| 8 décembre   | Lewis Bush                          | Footballeur américain (1993-2002). | 42       | (en)   |
| 8 décembre   | Zelman Cowen                        | Professeur australien de droit constitutionnel, Gouverneur général d'Australie (1977-1982). | 92       | (en)   |
| 8 décembre   | Ladislas de Hoyos                   | Journaliste et écrivain français. | 72       |        |
| 8 décembre   | Andrew Pataki (en)                  | Évêque américain catholique de rite byzantin émérite de Passaic, New Jersey. | 84       | (en)   |
| 9 décembre   | Jacques Debary                      | Comédien français (commissaire Cabrol dans Les Cinq Dernières Minutes, 1975-1992). | 97       |        |
| 9 décembre   | Bernard Momméjat                    | Joueur français de rugby à XV (Tournée de l'équipe de France, Afrique du Sud 1958). | 77       |        |
| 9 décembre   | René Terrasson                      | Artiste lyrique, metteur en scène et directeur d’opéra français | 87       |        |
| 9 décembre   | Geneviève Viollet-le-Duc            | Écrivain française. | 102      |        |
| 11 décembre  | John Patrick Foley                  | Archevêque américain catholique, président du Conseil pontifical pour les communications sociales (1984-2007), cardinal-diacre grand-maître émérite de l'Ordre équestre du Saint-Sépulcre de Jérusalem (2007-2011). | 76       | (en)   |
| 11 décembre  | Leonida Lari                        | Femme politique et femme de lettres roumaine. | 62       | (ro)   |
| 11 décembre  | Jean-Paul Fugère                    | Réalisateur et romancier canadien. | 90       |        |
| 12 décembre  | Sunday Bada                         | Athlète nigérian (Argent aux JO de 2000, relais 4 × 400 mètres). | 42       | (en)   |
| 12 décembre  | Alberto de Mendoza                  | Acteur argentin. | 88       | (es)   |
| 12 décembre  | Saw Mon Nyin                        | Écrivaine birmane | 92       |        |
| 12 décembre  | Robert Peliza                       | Homme politique gibraltarien (Premier ministre, 1969-1972). | 91       | (en)   |
| 13 décembre  | Russell Hoban                       | écrivain américain. | 86       |        |
| 13 décembre  | Joseph Navarro                      | Joueur français de rugby à XV (triple champion de France en 1971, 1972 et 1974). | 65       |        |
| 13 décembre  | Carlo Peroni                        | Bédéiste, scénariste, illustrateur et artiste peintre italien, dit Perogatt. | 82       |        |
| 13 décembre  | Klaus-Dieter Sieloff                | Footballeur allemand. | 69       | (de)   |
| 14 décembre  | Luigi Carpaneda                     | Escrimeur italien (fleuret par équipe : Or aux JO de 1956, Argent à ceux de 1960). | 86       | (it)   |
| 14 décembre  | Paul-Émile Deiber                   | Comédien français (Comédie-Française). | 86       |        |
| 14 décembre  | Roland Dubillard                    | Comédien et dramaturge français. | 88       |        |
| 14 décembre  | Bruno Guillain                      | Chanteur et acteur français. | 50       |        |
| 14 décembre  | Thomas Cajetan Kelly (en)           | Archevêque américain catholique émérite de Louisville (Kentucky). | 80       | (en)   |
| 14 décembre  | Olga Madsen                         | Actrice néerlandaise | 64       |        |
| 14 décembre  | Mark Francis Schmitt (en)           | Évêque américain catholique émérite de Marquette (Michigan). | 88       | (en)   |
| 14 décembre  | Don Sharp                           | Réalisateur, scénariste, acteur et producteur britannique d'origine australienne. | 90       | (en)   |
| 14 décembre  | Joe Simon                           | Bédéiste américain (Captain America). | 98       |        |
| 14 décembre  | Boris Tchertok                      | Ingénieur soviétique, puis russe, concepteur de fusées auprès de Sergueï Korolev et historien du programme spatial soviétique.                                                                                      | 99       |        |
| 14 décembre  | George Whitman (en)                 | Libraire américain, fondateur de la librairie parisienne Shakespeare and Company. | 98       |        |
| 15 décembre  | Bob Brookmeyer                      | Musicien américain (tromboniste à pistons, pianiste, compositeur et arrangeur de jazz). | 81       | (en)   |
| 15 décembre  | Walter Giller                       | Acteur allemand. | 84       | (de)   |
| 15 décembre  | Christopher Hitchens                | Écrivain et polémiste britanno-américain (Dieu n'est pas grand). | 62       | (en)   |
| 15 décembre  | Guy Ignolin                         | Coureur cycliste français (1959-1967). | 75       |        |
| 15 décembre  | Edmée Jourda                        | Résistante française. | 95       |        |
| 16 décembre  | Firanguiz Ahmedova                  | Cantatrice azerbaïdjanaise. | 83       | (az)   |
| 16 décembre  | Robert Easton                       | Acteur et scénariste américain, ainsi que maître d'accents et de dialectes anglais. | 81       |        |
| 16 décembre  | Dan Frazer                          | Acteur américain (Kojak). | 90       | (en)   |
| 16 décembre  | Nicol Williamson                    | Acteur britannique. | 73       |        |
| 17 décembre  | Michael Gower Coleman (en)          | Évêque sud-africain catholique émérite de Port Elizabeth. | 72       | (en)   |
| 17 décembre  | Cesária Évora                       | Chanteuse capverdienne. | 70       |        |
| 17 décembre  | Kim Jong-il                         | Homme d'État nord-coréen, dirigeant de la Corée du Nord (depuis 1994). | 69       |        |
| 17 décembre  | Ronnie Smith                        | Basketteur américain naturalisé Français. | 49       |        |
| 18 décembre  | Ted D'Arms                          | Acteur américain. | 74       |        |
| 18 décembre  | Václav Havel                        | Dramaturge, essayiste et homme politique tchécoslovaque puis tchèque (Président, 1989-1992, 1993-2003). | 75       |        |
| 18 décembre  | Don Sharp                           | Réalisateur, acteur, scénariste et producteur australo-britannique. | 89       | (en)   |
| 19 décembre  | George Athor                        | Militaire sud-soudanais, général de l'APLS puis chef de milice en rébellion. | 49       |        |
| 19 décembre  | Héctor Núñez                        | Joueur et entraîneur uruguayen de football. | 75       | (es)   |
| 20 décembre  | Hana Andronikova                    | Femme de lettres tchèque. | 44       | (en)   |
| 20 décembre  | Jack Goldman                        | Physicien américain (cofondateur du Palo Alto Research Center). | 90       | (en)   |
| 20 décembre  | Yoshimitsu Morita                   | Réalisateur japonais. | 61       | (en)   |
| 20 décembre  | Barrington Reckord                  | Dramaturge jamaïcain. | 85       | (en)   |
| 20 décembre  | Léopold Unger                       | Journaliste belge. | 89       |        |
| 21 décembre  | Francis Braganza                    | Évêque jésuite indien catholique émérite de Vadodara. | 89       | (en)   |
| 21 décembre  | John Chamberlain                    | Plasticien américain. | 84       |        |
| 21 décembre  | Gerd Deutschmann                    | Acteur allemand (Captain Iglo). | 76       |        |
| 21 décembre  | Jürgen Hentsch                      | Acteur allemand | 75       |        |
| 21 décembre  | Evgueni Roudakov                    | Joueur et entraîneur ukrainien de football. | 69       |        |
| 21 décembre  | Jean Urkia                          | Évêque français catholique, vicaire apostolique émérite de Paksé, au Laos. | 93       | (en)   |
| 22 décembre  | Henri Bessière                      | Écrivain français de science-fiction. | 88       |        |
| 22 décembre  | William Duell                       | Acteur et chanteur américain. | 88       |        |
| 22 décembre  | Rogelio Sánchez (en)                | Évêque mexicain catholique émérite de Colima. | 90       | (en)   |
| 23 décembre  | Denise Darcel                       | Actrice française hollywoodienne. | 87       |        |
| 23 décembre  | Galeazzo von Mörl                   | Peintre italien | 88 ou 89 |        |
| 23 décembre  | Abdur Razzaq                        | Homme politique bangladais | 69       | (en)   |
| 24 décembre  | Armando Brambilla                   | Évêque auxiliaire italien catholique de Rome. | 69       | (en)   |
| 24 décembre  | José Andrés Corral (en)             | Évêque mexicain catholique de Parral (Chihuahua). | 65       | (en)   |
| 24 décembre  | Johannes Heesters                   | Acteur et chanteur néerlandais. | 108      |        |
| 24 décembre  | Vitali Tsechkovski                  | Joueur russe d'échecs. | 67       | (ru)   |
| 25 décembre  | Giorgio Bocca                       | Journaliste et écrivain italien. | 91       |        |
| 25 décembre  | Thomas Anthony Finnegan (en)        | Évêque irlandais catholique émérite de Killala. | 86       | (en)   |
| 25 décembre  | Habib Galhia                        | Boxeur tunisien (Bronze aux JO de 1964). | 70       |        |
| 25 décembre  | Jean-Pierre Guay                    | Écrivain québécois. | 65       |        |
| 25 décembre  | Christophe Laigneau                 | Footballeur et entraîneur français. | 46       |        |
| 25 décembre  | Sōri Yanagi                         | Designer japonais. | 96       |        |
| 26 décembre  | Pedro Armendáriz                    | Acteur et producteur mexicain. | 71       |        |
| 26 décembre  | Fred Fono                           | Homme politique salomonais. | 49       | (en)   |
| 26 décembre  | Sam Rivers                          | Musicien et compositeur américain de jazz. | 88       |        |
| 26 décembre  | James Rizzi                         | Artiste peintre américain de pop art. | 61       |        |
| 27 décembre  | Roger Belbéoch                      | Physicien, militant antinucléaire français | 83       |        |
| 27 décembre  | Michael Dummett                     | Philosophe britannique. | 86       |        |
| 27 décembre  | Helen Frankenthaler                 | Peintre américaine. | 83       |        |
| 27 décembre  | Geneviève Moll                      | Journaliste et écrivain français. | 69       |        |
| 27 décembre  | Thinley Norbu Rinpoché              | Écrivain et enseignant bouddhiste tibétain. | 80       |        |
| 27 décembre  | Julia Sampson Haywood               | Joueuse américaine de tennis. | 77       | (en)   |
| 27 décembre  | Basil al-Sayed                      | Journaliste syrien. | 24       |        |
| 27 décembre  | Martino Scarafile (en)              | Évêque italien catholique émérite de Castellaneta. | 84       | (en)   |
| 27 décembre  | Johnny Wilson                       | Joueur et entraîneur canado-américain de hockey sur glace. | 82       |        |
| 29 décembre  | Paul Antaki (en)                    | Évêque auxiliaire égyptien catholique (de rite melkite grec) émérite du diocèse syrien d'Antioche. | 84       | (en)   |
| 29 décembre  | Rosman García                       | Joueur vénézuélien de baseball. | 32       |        |
| 29 décembre  | Zoltán Gyöngyössy                   | Flûtiste hongrois, professeur à l'Académie Franz Liszt de Budapest. | 53       |        |
| 29 décembre  | Henri Puppo                         | Coureur cycliste franco-italien | 98       |        |
| 29 décembre  | Amichand Rajbansi                   | Homme politique sud-africain (1984-2009), chef du Minority Front, ministre, président de la chambre des délégués.                                                                                                   | 69       |        |
| 30 décembre  | Ricardo Legorreta                   | Architecte mexicain. | 80       |        |
| 30 décembre  | Thierry Leroux                      | Footballeur français. | 45       |        |
| 30 décembre  | Ronald Searle                       | Dessinateur britannique. | 91       |        |
| 30 décembre  | Mirko Tremaglia                     | Homme politique italien. | 85       | (en)   |
| 31 décembre  | Abdou Benziane                      | Journaliste algérien. | 67       |        |
| 31 décembre  | Rex Jackson                         | Homme politique australien. | 83       | (en)   |
| 31 décembre  | Jacques Jourda                      | Résistant français. | 98       |        |
| 31 décembre  | Yasutaka Matsudaira (ja)            | Joueur puis entraîneur japonais de volleyball (Bronze aux JO de 1964, Argent aux JO de 1968, Or aux JO de 1972). | 81       | (en)   |
| 31 décembre  | Jean-Gaston Tremblay                | Québécois, soi-disant le pape Grégoire XVII ou Jean Grégoire de La Trinité, chef de la secte catholique ultratraditionnelle les Apôtres de l'amour infini.                                                          | 83       |        |